# عامل 6

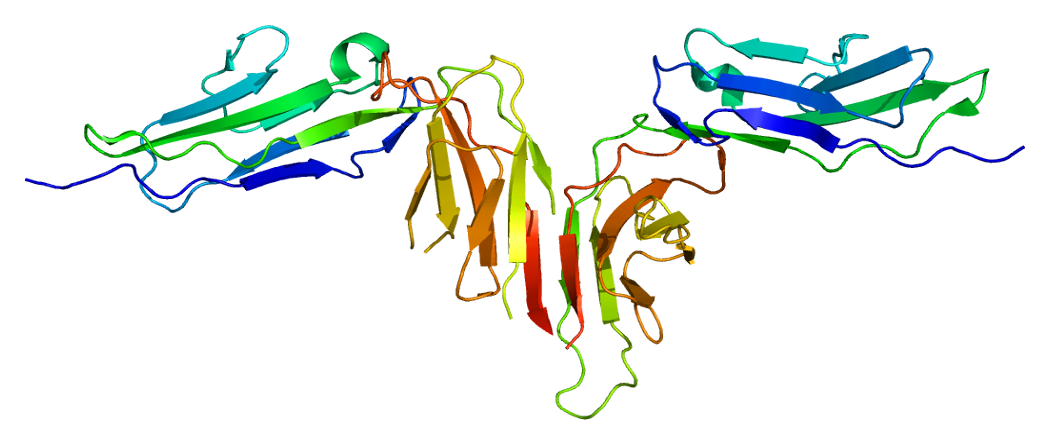

عامل 6(بالإنجليزية:  FACTOR VI)‏ بروتين مشتق من مادة كيماوية افتراضية (hypothetic) التي تشير إلى بعض البروتينات من طليعة الأكسيليرين، أو العامل الخامس، في عملية تخثر الدم .بالرغم من ان عامل 6 كان قد تم وصفه، الا انه لم يكن بالإمكان عزله وعليه فقد تم حذفه.

## وصلات اضافية
http://medical-dictionary.thefreedictionary.com/factor+VI